# Concours musical international Reine Élisabeth de Belgique 1955
Le Concours musical international Reine Élisabeth de Belgique, session 1955, est consacré au violon.
L'Américain Berl Senofsky remporte le concours.
Le concerto imposé est le Concerto en mi mineur de Joseph Leroy.

## Lauréats
- Premier prix : Berl Senofsky (USA)
- Deuxième prix : Julian Sitkovetsky (URSS)
- Troisième prix : Pierre Doukan (France)
- Quatrième prix : Francine Dorfeuille (France)
- Cinquième prix : Victor Picaizin (URSS)
- Sixième prix : Alberto Lysy (Argentine)

Selon le règlement du concours, aucun classement n'est établi entre les finalistes au-delà du sixième prix. Les six derniers lauréats, listés par ordre alphabétique : 
- Marine Iaschvilli (URSS)
- Tessa Robbins (Royaume-Uni)
- Luben Yordanoff (apatride)
- Clemens Quatacker (Belgique)
- Igor Politkowsky (URSS)
- Marcel Debot (Belgique)